# Aeropuerto de Båtsfjord
El aeropuerto de Båtsfjord (en noruego: Båtsfjord lufthavn, IATA: BJF, OACI: ENBS) es un aeropuerto regional que sirve a Båtsfjord en Troms og Finnmark, Noruega. Consta de una pista de 1.000 por 30 metros y atendió a 14.485 pasajeros en 2016. Otros 14.663 aterrizaron y despegaron en el aeropuerto sin bajarse del avión. Los servicios regulares los presta Widerøe con el Dash 8 a Kirkenes, Hammerfest y otras comunidades de Finnmark. El aeropuerto es propiedad y está gestionado por la empresa estatal Avinor.
Es el segundo aeropuerto de Båtsfjord. El primero se construyó en 1973, pero sólo tenía una pista de grava. Cuando Widerøe sustituyó sus pequeños Twin Otters de Havilland Canada (19-20 plazas) por el Dash 8 (39 plazas), se hizo necesario un nuevo aeropuerto para dar servicio a Båtsfjord. El nuevo aeropuerto costó 178 millones de coronas noruegas y se inauguró el 9 de septiembre de 1999.

## Estadísticas
Ver fuente y consulta Wikidata.